# Marshall Applewhite
Marshall Herff Applewhite, Jr., född 17 maj 1931 i Spur i Dickens County i Texas, död 26 mars 1997 i Rancho Santa Fe i San Diego County i Kalifornien, var ledare för den amerikanska, extremt isolerade sekten Heaven's Gate. 
Applewhite bildade sekten tillsammans med Bonnie Nettles (1928-1985), och tillsammans kallade de sig för Ti (Nettles) och Do (Applewhite). Sektens religion byggde på en blandning av Bibeln, new age och tron på intelligent utomjordiskt liv och ufon. En kärna i religionen var att Marshall var en inkarnation av Jesus.

## Det kollektiva självmordet
Sekten hade utan större framgång varit verksam i omkring 20 år när kometen Hale-Bopp upptäcktes 1995. Ledaren Bonnie Nettles hade avlidit redan 1985, men i och med upptäckten övertygade Applewhite gruppen att sekten skulle tas till en annan värld av Nettles, som färdades i en rymdfarkost bakom den stora kometen. När kometen närmade sig jorden och alla stod ute för att beskåda fenomenet, genomförde gruppen ett kollektivt självmord för att underlätta resan till den nya världen. Händelsen resulterade i att 39 personer dog, däribland Applewhite.